# ایستگاه متروی خیابان کنزینگتون های
ایستگاه متروی خیابان کنزینگتون های (انگلیسی: High Street Kensington tube station) یکی از ایستگاه‌های خط ناحیه و خط سیرکل متروی لندن است.
این ایستگاه که در منطقه سلطنتی کنزینگتون و چلسی قرار دارد در سال ۱۸۶۸ میلادی تأسیس شده است.

## نگارخانه

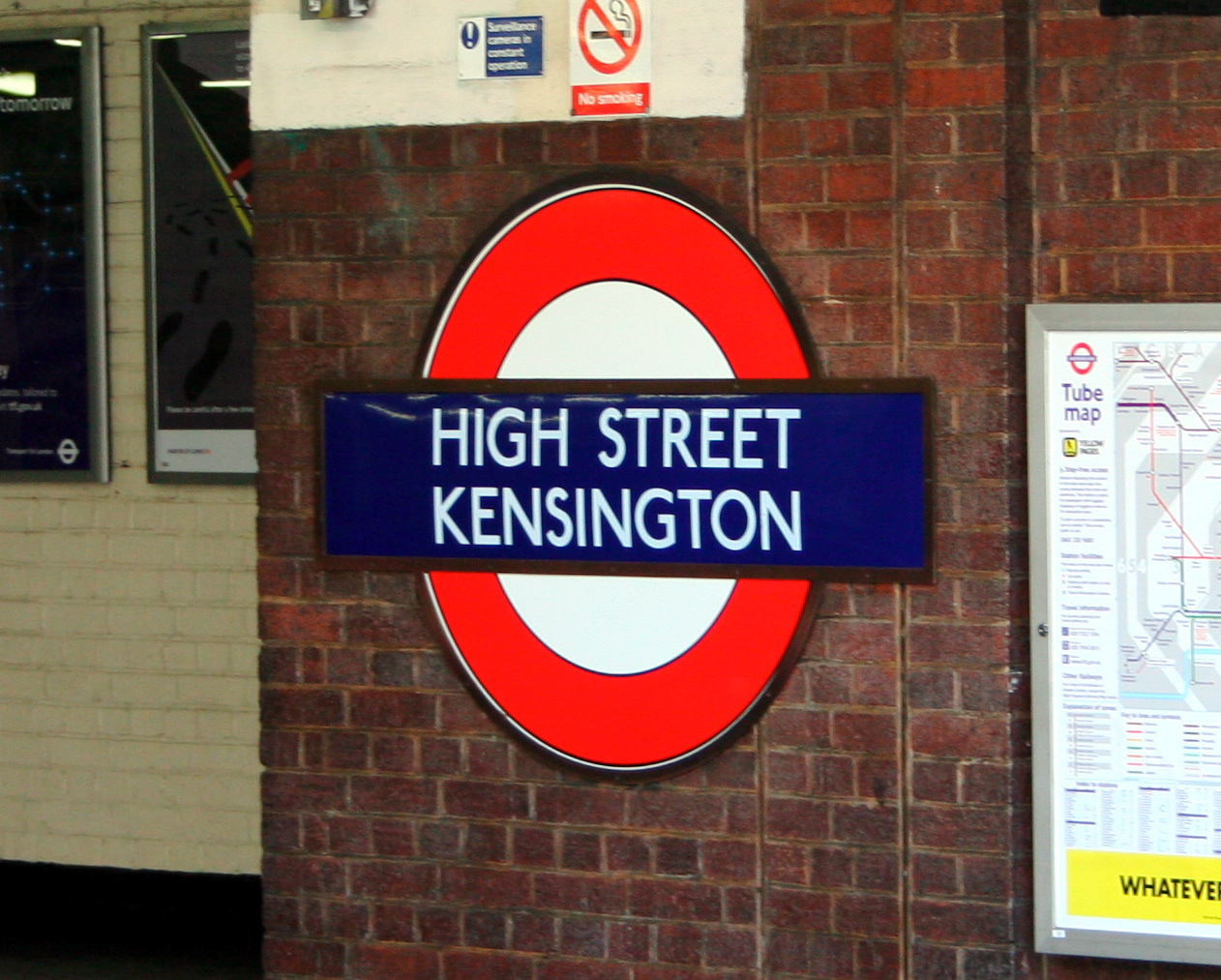
High Street Kensington Roundel
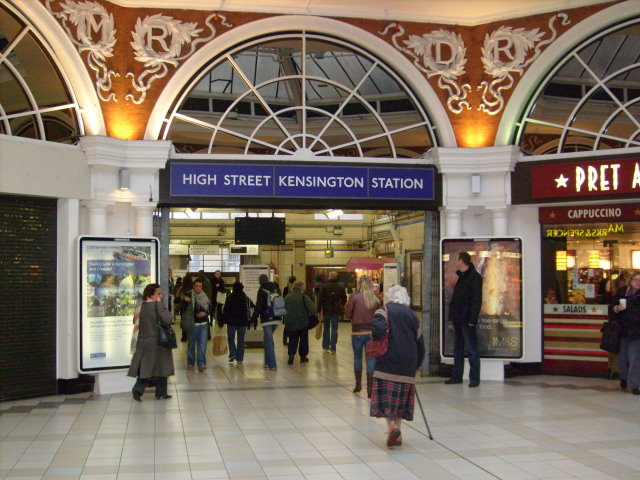
Inside کنزینگتون آرکید